# Pinnotheres ridgewayi
Pinnotheres ridgewayi is een krabbensoort uit de familie van de Pinnotheridae. De wetenschappelijke naam van de soort is voor het eerst geldig gepubliceerd in 1911 door Southwell.